# براونزبرگ (ویرجینیا)
براونزبرگ (به انگلیسی: Brownsburg) یک منطقهٔ مسکونی در ایالات متحده آمریکا است که در Rockbridge County واقع شده‌است.